# جون هانسن
جون هانسن (بالدنماركية: John Angelo Hansen)‏ (24 يونيو 1924 الدنمارك - 12 يناير 1990 الدنمارك) هو لاعب كرة قدم دانمركي سابق كان يلعب كمهاجم، شارك في الألعاب الأولمبية الصيفية 1948.

## وصلات خارجية
جون هانسن على موقع الاتحاد الدولي (مؤرشف)  (الإنجليزية)
- جون هانسن على موقع قاعدة بيانات كرة القدم.إي يو (الإنجليزية)
- جون هانسن على موقع ناشيونال فوتبول تيمز (الإنجليزية)
- جون هانسن على موقع عالم كرة القدم.نت (الإنجليزية)
- جون هانسن على موقع أوليمبيديا (الإنجليزية)